# A.S.D. Lupa Frascati
Associazione Sportiva Dilettantistica Lupa Frascati je talijanski nogometni klub smješten u Frascatiju. Klub se natječe u Serie D. Boja kluba je tamno crvena.

## Vanjske poveznice
- Official homepage  Arhivirana inačica izvorne stranice od 7. lipnja 2010. (Wayback Machine)
- Lupa Frascati page at Serie-D.com[neaktivna poveznica]